# 舍瑙島
舍瑙島（俄语：Остров Шёнау）是俄羅斯的島嶼，屬於法蘭士約瑟夫地群島的一部分，由阿爾漢格爾斯克州負責管轄，位於科爾德威島以北1公里，西面是霍爾島，島長少於100米。